# Josep Planas
José Planas Artés (ur. 14 kwietnia 1901 w Barcelonie, zm. 9 kwietnia 1977 w Barcelonie) – hiszpański piłkarz i trener.

## Życiorys
Karierę piłkarską rozpoczynał w klubie L'Avenç del Sport. W latach 1921–1927 był zawodnikiem FC Barcelona, pojawił się 184 razy na boisku jako zawodnik tej drużyny. Podczas jego obecności w Barcelonie zespół trzykrotnie wygrał Puchar Króla. Jego karierę piłkarską przerwała kontuzja kolana. Po zakończeniu kariery rozpoczął działalność trenerską, był między innymi trenerem klubu piłkarskiego FC Barcelona w sezonie 1939–1940 i 1940–1941. Wprowadził nowe w tamtych czasach metody treningu oraz innowacyjną taktykę.  